# Sẻ đồng cổ xám

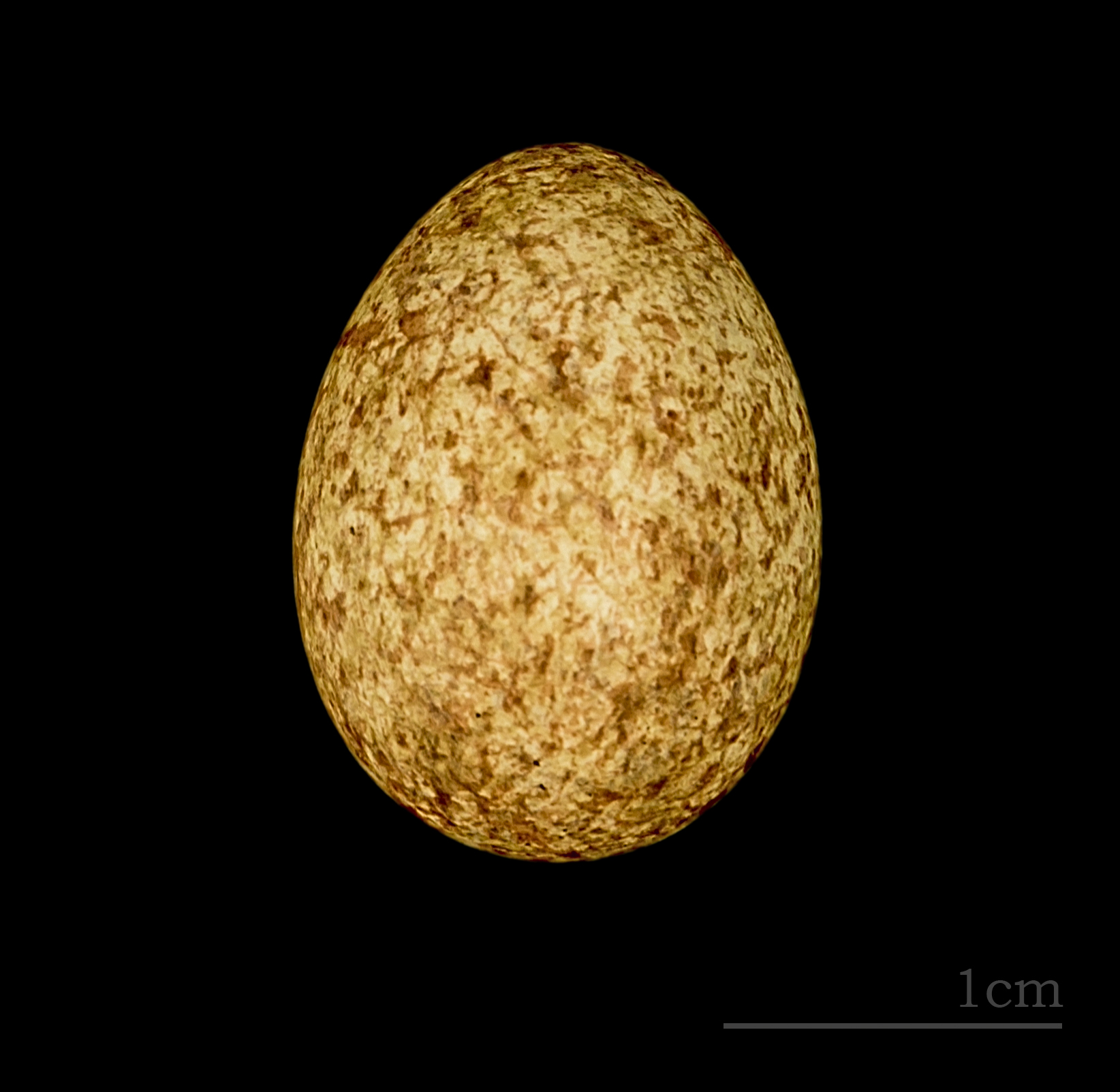
Emberiza buchanani

Sẻ đồng cổ xám (danh pháp hai phần: Emberiza buchanani) là một loài chim trong họ Emberizidae.
Sẻ đồng cổ xám sinh sản dọc theo phạm vi phân bố rộng rãi từ biển Caspi đến dãy núi Altai ở Trung Á và trú đông ở các vùng phía Nam Á. Giống như các loài sẻ đồng khác, sẻ đồng cổ xám sinh sống thành từng đàn nhỏ.